# 黛比·艾伦
黛比·艾伦（英語：Debbie Allen，1950年1月16日—），女，美国演员。曾获得金球奖音乐喜剧类剧集最佳女主角。